# أوماليزوماب
أوماليزوماب هو جسم مضاد وحيد النسيلة طورته روش/جننتك ونوفارتس لعلاج الربو التحسسي المتوسط إلى الحاد غير المستجيب لجرعات عالية من الكورتيزونات. كذلك يستخدم في علاج الشرى المزمن العفوي (أو الشرى المزمن مجهول السبب) الذي لا يمكن علاجه بجرعات عالية من مضاد الهستامين H1.